# Salzlackenkopf
Der Salzlackenkopf ist mit 577,7 m ü. NHN eine der höchsten Erhebungen im Odenwald. Er liegt in einem großen geschlossenen Waldgebiet im baden-württembergischen Neckar-Odenwald-Kreis im Westen der Gemarkung Reisenbach der Gemeinde Mudau. Rund 700 m südsüdöstlich des Salzlackenkopfs befindet sich auf einem gemeinsamen Höhenzug das Köpfchen (571 m), dem sich weiter nach Osten der Hart (580,8 m) mit dem Fernmeldeturm Reisenbach anschließt. Der Hart kann als Hauptgipfel dieses Höhenzuges gelten. Die Landesgrenze nach Hessen ist vom Salzlackenkopf rund einen Kilometer in östlicher Richtung und zwei Kilometer in nördlicher Richtung entfernt. Dort beginnt die Waldgemarkung von Oberzent-Kailbach. Während die Höhenlage des Salzlackenkopfes nur sanfte Steigungen aufweist, fallen die mittleren Lagen teilweise über 200 Höhenmeter weit steil nach Südwesten und Norden in tief eingeschnittene Täler ab.